# 小佐越駅

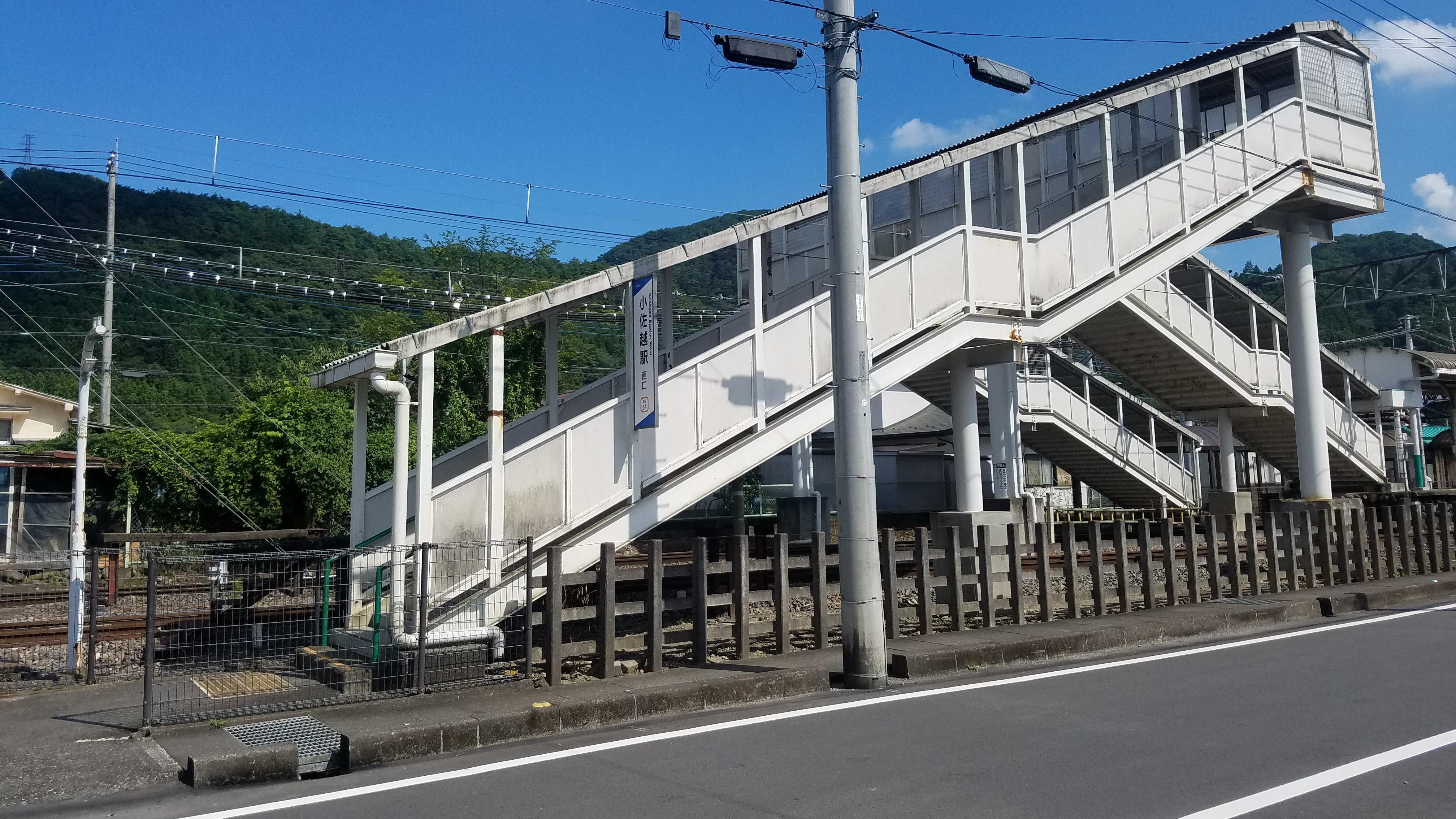
西口（2021年8月）

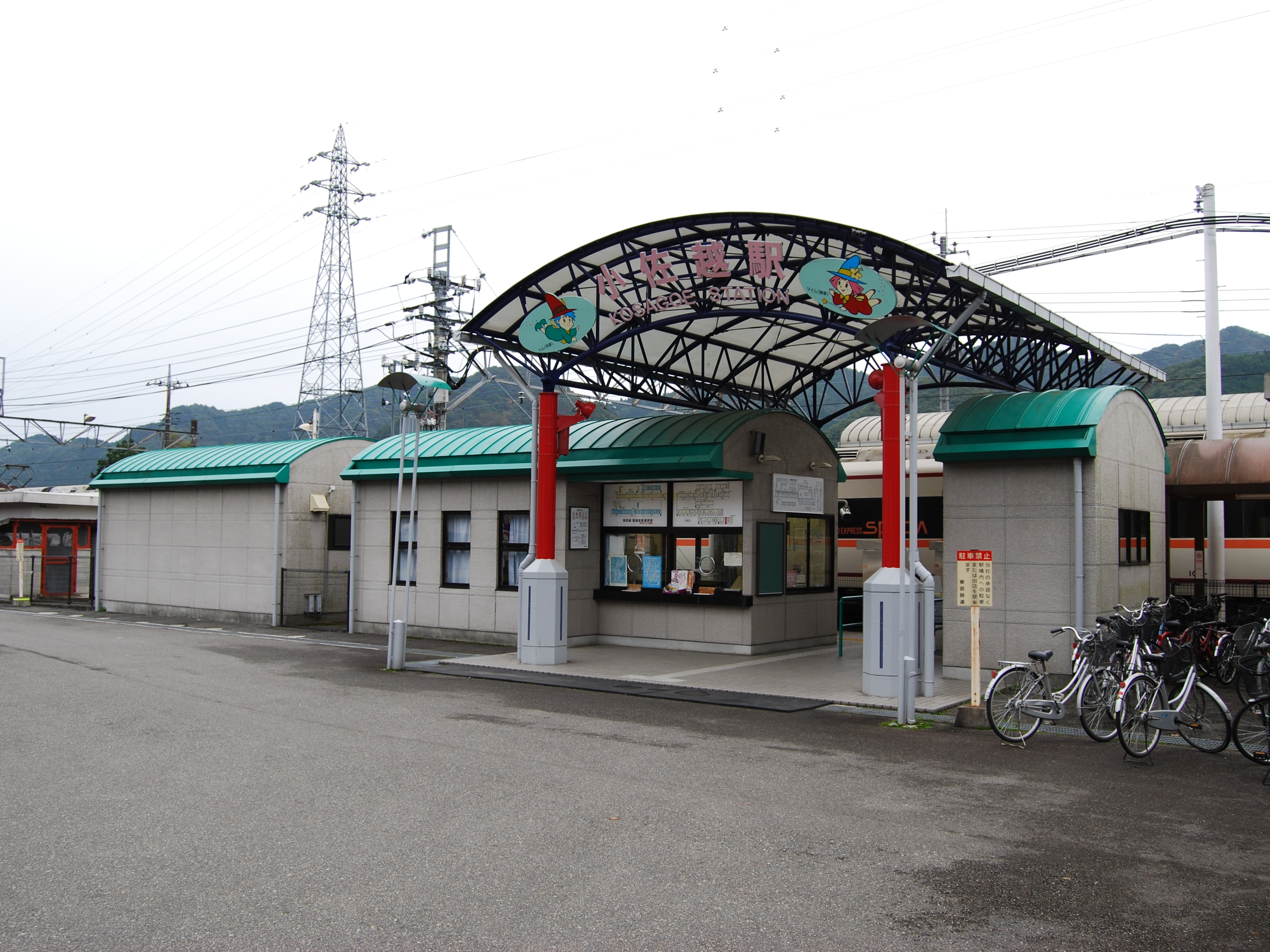
東武ワールドスクウェア駅開業前は駅舎にマスコットのトムとマイムの装飾があった（2008年10月）

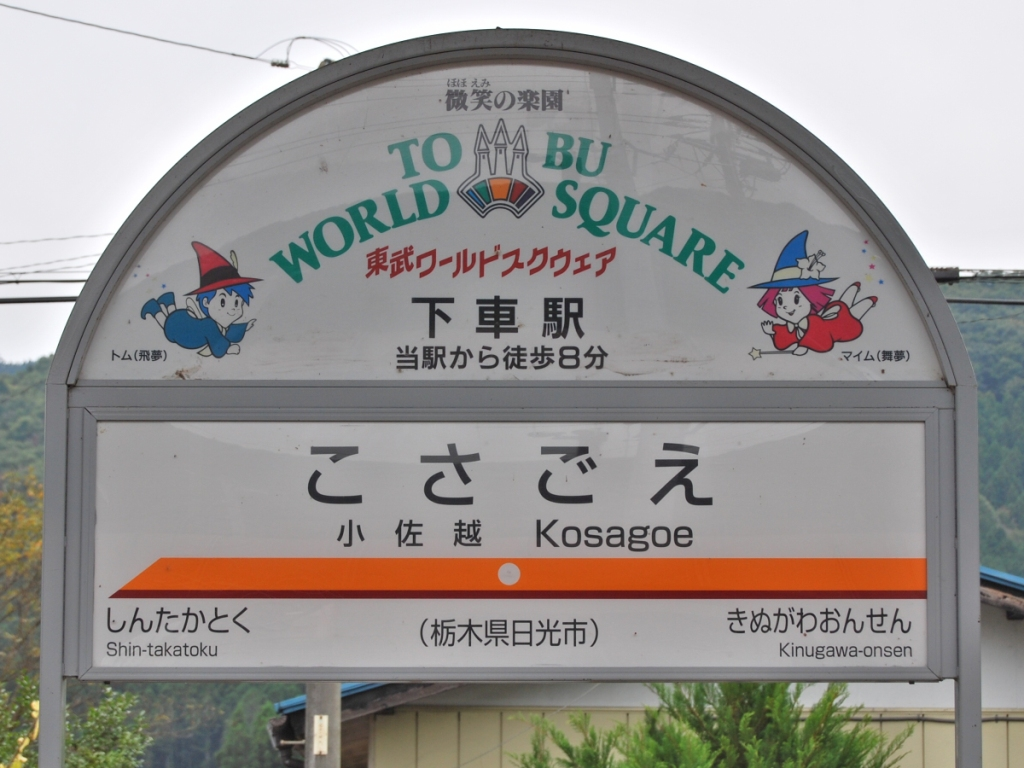
東武ワールドスクウェアの案内板を兼ねていた駅名標。撤去済（2008年10月）

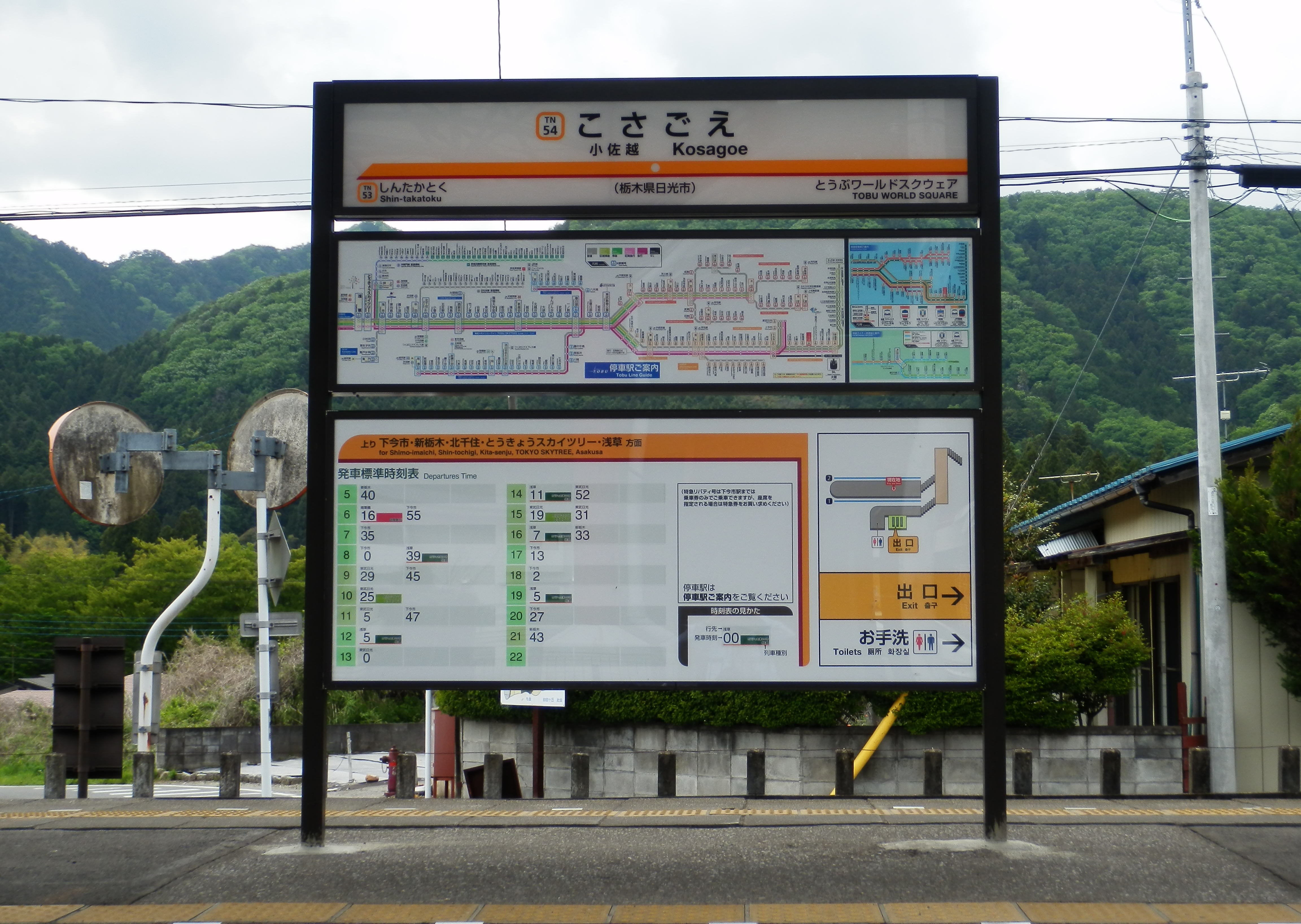
現在の駅名標（2019年5月）

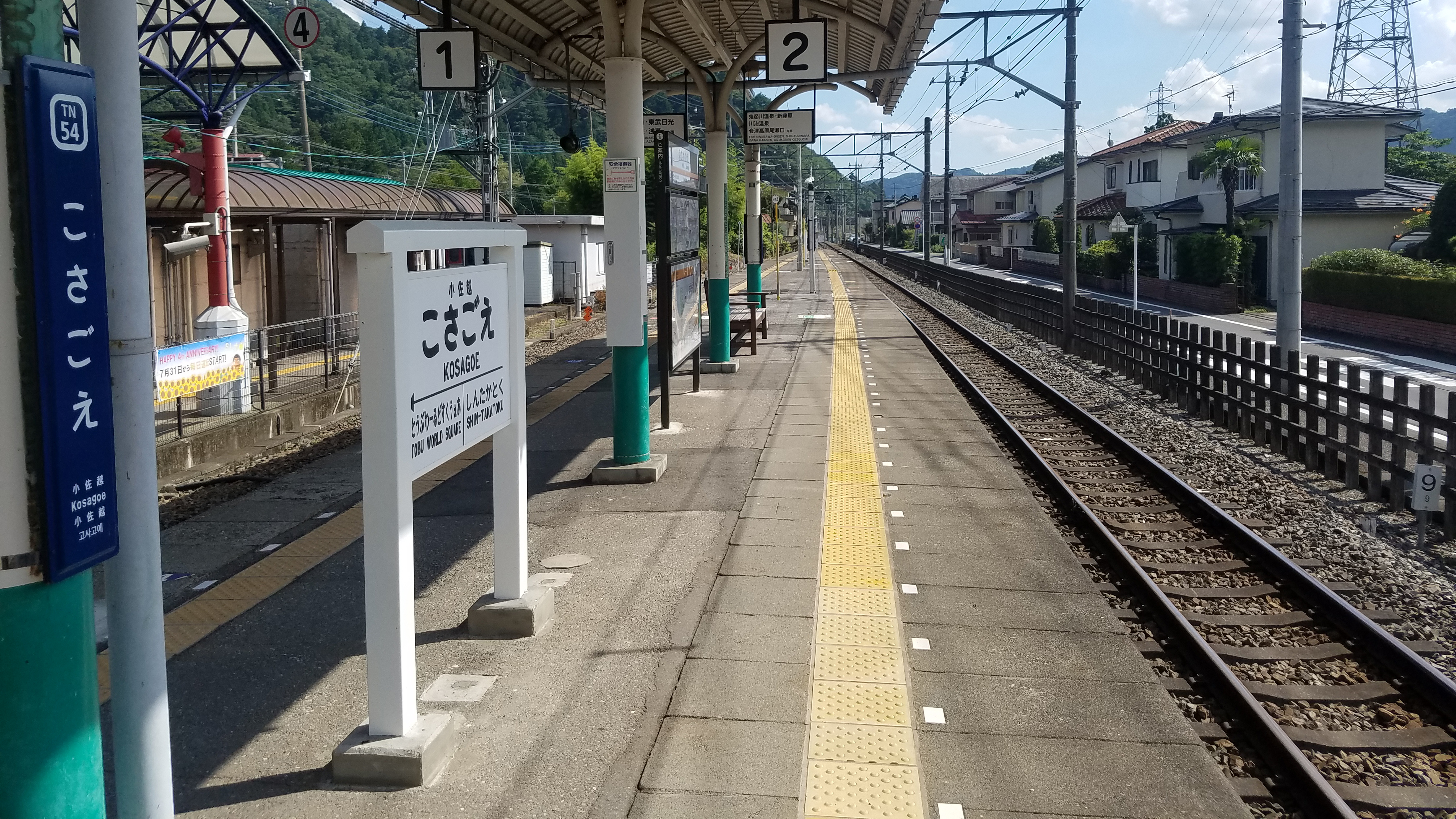
ホーム（2021年8月）

小佐越駅（こさごええき）は、栃木県日光市鬼怒川温泉大原にある東武鉄道鬼怒川線の駅である。駅番号はTN 54。

## 歴史
- 1924年（大正13年）11月11日 - 下野電気軌道の小佐越前駅として開業[1][2]。
- 1930年（昭和5年）7月6日 - 小佐越駅に改称[2]。
- 1943年（昭和18年）5月1日 - 東武鉄道が下野電気鉄道を買収。東武鉄道の駅となる。
- 1973年（昭和48年）9月1日 - 駅無人化（簡易委託開始）。
- 1993年（平成5年）4月 - 東武ワールドスクウェア開園に伴い駅舎改築、臨時出札窓口設置。
- 2017年（平成29年）
  - 4月21日 - 特急「リバティきぬ」「リバティ会津」が停車開始[3]。
  - 10月27日 - ホームが「東武鉄道小佐越駅プラットホーム」として国の登録有形文化財（建造物）に登録される。
- 2022年（令和4年）3月12日 - 特急「リバティ会津」の停車を終了[4]。

## 駅構造
島式ホーム1面2線を有する地上駅。駅舎は線路の東側にあり、ホームおよび線路の西側出入口とは跨線橋により連絡している。無人駅（簡易委託駅）であり、乗車券は駅前商店で発売する。
ホームは玉石積盛土式の特徴ある外観を有し、鬼怒川線の近代化を今に伝える構造物であることから「東武鉄道小佐越駅プラットホーム」として国の登録有形文化財（建造物）に登録されている。
駅舎は1993年の東武ワールドスクウェア開園に合わせて改築されたもので、同園への最寄り駅として、東武ワールドスクウェアの営業時間帯には窓口係員が派遣されていた。しかし、2017年7月22日に当駅より約700 m北側の同園メインゲート付近に東武ワールドスクウェア駅が新設され、最寄り駅としての役割が同駅に移ったため、窓口係員の派遣は行われなくなった。

### のりば
| 番線 | 路線     | 方向 | 行先                                                                              |
| ---- | -------- | ---- | --------------------------------------------------------------------------------- |
| 1    | 鬼怒川線 | 上り | 下今市・ 東武スカイツリーライン 春日部・北千住・ とうきょうスカイツリー・浅草方面 |
| 2    | 鬼怒川線 | 下り | 鬼怒川温泉・■野岩鉄道線 会津高原尾瀬口・ ■会津鉄道線 会津田島方面                 |

- 上記の路線名は旅客案内上の名称（「東武スカイツリーライン」は愛称）で表記している。

## 利用状況
2024年度の1日平均乗降人員は135人である。2017年度、2018年度の値には、運賃計算上同一駅として扱われた東武ワールドスクウェア駅の乗車人員も含まれている。
近年の1日平均乗降人員の推移は下記の通り｡
| 年度               | 1日平均 乗降人員 |
| ------------------ | ---------------- |
| 1998年（平成10年） | 706              |
| 1999年（平成11年） | 644              |
| 2000年（平成12年） | 607              |
| 2001年（平成13年） | 527              |
| 2002年（平成14年） | 523              |
| 2003年（平成15年） | 490              |
| 2004年（平成16年） | 461              |
| 2005年（平成17年） | 449              |
| 2006年（平成18年） | 414              |
| 2007年（平成19年） | 376              |
| 2008年（平成20年） | 364              |
| 2009年（平成21年） | 371              |
| 2010年（平成22年） | 363              |
| 2011年（平成23年） | 266              |
| 2012年（平成24年） | 288              |
| 2013年（平成25年） | 290              |
| 2014年（平成26年） | 291              |
| 2015年（平成27年） | 292              |
| 2016年（平成28年） | 292              |
| 2017年（平成29年） | 436              |
| 2018年（平成30年） | 466              |
| 2019年（令和元年） | 215              |
| 2020年（令和02年） | 131              |
| 2021年（令和03年） | 140              |
| 2022年（令和04年） | 130              |
| 2023年（令和05年） | 151              |
| 2024年（令和06年） | 135              |

## 駅周辺
駅名の「小佐越」は、駅西側の鬼怒川を挟んだ対岸の地名である。
- 東武ワールドスクウェア
- 日光江戸村
- とりっくあーとぴあ日光
- 鬼怒川
- 国道121号

## 路線バス
最寄りのバス停は「小佐越駅」停留所である。
| 乗り場   | 系統         | 行先                                  | 運行事業者 | 備考 |
| -------- | ------------ | ------------------------------------- | ---------- | ---- |
| 小佐越駅 | 鬼怒川線     | 鬼怒川温泉駅 / 下今市駅、イオン今市店 | 日光交通   |      |
| 小佐越駅 | 日光江戸村線 | 鬼怒川温泉駅 / 日光江戸村             | 日光交通   |      |

## 隣の駅
東武鉄道
 鬼怒川線
新高徳駅 (TN 53) - 小佐越駅 (TN 54) - 東武ワールドスクウェア駅 (TN 55)